# Floyd Newman
Floyd Newman (* 17. August 1931 als Floyd Sidney Newman III in Tennessee; † 23. Mai 2023) war ein US-amerikanischer Saxophonist.

## Karriere
Newman wuchs als Sohn musikalischer Eltern auf; sein Vater spielte Saxophon und Violine, seine Mutter Klavier. Während seiner Schulzeit spielte er Klavier, nach seinem Abschluss an der Booker T. Washington High School wechselte er zum Saxophon, wodurch er ein Stipendium erhielt. Sein Vater erwarb für ihn hierzu 1949 für 200 US-Dollar ein 1918 gebautes Baritonsaxophon in einem Pfandhaus, das Newman seine gesamte musikalische Karriere hindurch begleitete. Er studierte in der Folge Zahnmedizin an der University of Arkansas at Pine Bluff, seine Ausbildung litt jedoch stark unter seinen nächtlichen Auftritten als Musiker. Während des Studiums wurde er in die United States Army eingezogen. Er war in Fort Benning, Georgia, stationiert und war Teil des Militärorchesters. Nach dem Ende seines Wehrdienstes nahm er sein Studium nicht wieder auf und widmete sich seiner Musikkarriere.
B.B. King heuerte Newman für seine erste Band an, die B.B. King Review. Später leitete Newman die Hausband im Nachtclub Plantation Inn in West Memphis. Dort entdeckte er den jungen Isaac Hayes, der über ihn später zu Stax stieß. Newman war zudem zeitweise Mitglied der Mar-Keys und der Memphis Horns. Lange Jahre wirkte er als Studiomusiker bei Stax Records und spielte in dieser Zeit unter anderem auf Alben von Otis Redding und Wilson Pickett. Danach war er für Atlantic Records tätig, wo er unter anderem auf Aufnahmen von Wilson Pickett und Aretha Franklin zu hören war. Laut des Jazz-Diskographen Tom Lord war Newman zwischen 1965 und 1978 an Aufnahmesessions von Don Covay and The Goodtimers, Arthur Conley, Charlie Chalmers, King Curtis, Etta James,  Arif Mardin, Jack McDuff, The Memphis Horns und Ann Peebles beteiligt.
2018 übergab er sein zu dieser Zeit 100 Jahre altes Saxophon an das Stax Museum of American Soul Music, das einzige Instrument, das er als Profimusiker je gespielt hatte. Gleichzeitig beendete er seine Musikkarriere und zog sich ins Privatleben zurück.

## Diskografie (Auszug)
- 1964: Pain in My Heart – Otis Redding
- 1965: Boss of the Blues – B.B. King
- 1965: The Great Otis Redding Sings Soul Ballads – Otis Redding
- 1965: Otis Blue: Otis Redding Sings Soul – Otis Redding
- 1965: In the Midnight Hour – Wilson Pickett
- 1966: The Exciting Wilson Pickett – Wilson Pickett
- 1966: Complete & Unbelievable: The Otis Redding Dictionary of Soul – Otis Redding
- 1966: The Soul Album – Otis Redding
- 1967: The Sound of Wilson Pickett – Wilson Pickett
- 1967: The Wicked Pickett – Wilson Pickett
- 1968: Tell Mama – Etta James
- 1968: I’m in Love – Wilson Pickett
- 1968: The Dock of the Bay – Otis Redding
- 1968: Aretha Now – Aretha Franklin
- 1969: Boz Scaggs – Boz Scaggs
- 1970: Melody Fair – Lulu
- 1971: Stephen Stills 2 – Stephen Stills
- 1973: Hey Now Hey (The Other Side of the Sky) – Aretha Franklin